# Liste der geschützten Landschaftsbestandteile in Salzgitter
In der kreisfreien Stadt Salzgitter gibt es einen ausgewiesenen geschützten Landschaftsbestandteil.
| Gehölzschutzverordnung Stadt Salzgitter        | BW | GLB SZ 00001 | Salzgitter | ⊙ |  | 12. Juli 2000 |
| Legende für Geschützter Landschaftsbestandteil |    |              |            |   |  |               |